# Gozd
Gozd (tudi hosta, les, narečno šuma, gmajna, loza) je tip kopenskega ekosistema, navzven prepoznaven po poraslosti z gozdnim drevjem.
Gozdni ekosistem nastaja samodejno, v naravni interakciji z dejavniki okolja. Med okoljskimi dejavniki je odločilna klima. Glede na razpoložljivo toploto se gozdni ekosistemi v različnih podnebnih pasovih močno razlikujejo. V subpolarnem pasu na severu prevladuje tajga ali iglasti gozd (smreke, bora, macesna), v zmerno toplem pasu mešani listopadni gozd zmernega pasu, ob ekvatorju tropski deževni gozd ...
Prevladujoče, pod vplivom klime oblikovan gozdni ekosistem, je klimaksni gozd ali klimaks. Dokler podnebne spremembe bistveno ne spremenijo podnebja, ostaja obstoječa klimaksna oblika gozda, najvišje razvita razvojna stopnja vegetacije na kopnem. Klimaks je zgled neokrnjenega naravnega gozda, ki mu pravimo pragozd.
Klimaksni gozd je najbolj obstojen in najbolj učinkovit proizvajalec biomase med kopenskimi ekosistemi. Spreminja, pa tudi ogroža ga le človekova dejavnost. Predvsem gospodarjenje z gozdom in drugi njegovi, za gozd moteči posegi. Če človekova dejavnost preneha, se razvoj gozda usmeri nazaj k naravni, klimaksni obliki gozda (razvojna progresija).
V naravi danes klimaksni gozd nadomešča gospodarski gozd. Gospodarski gozd je umetno spremenjena oblika naravnega gozda. Spremenjenost se nanaša na zgradbo gospodarskega gozda, oziroma njegove notranje strukture.

## Definicije
Čeprav se beseda gozd pogosto uporablja, ni univerzalno priznane natančne definicije. Vsaka država ali organizacija ima lahko svojo definicijo, kaj pomeni gozd, kar vodi do obstoja več kot 800 različnih definicij. Čeprav je gozd običajno opredeljen s prisotnostjo dreves, lahko po mnogih definicijah območje brez dreves, še vedno velja za gozd, ker so tam drevesa rasla v preteklosti, ali pa se pričakuje, da bodo drevesa tam rasla v prihodnosti. Poleg tega je lahko zakonsko določeno, da je določeno območje gozd, ne glede na to, kakšna vegetacija tam raste.
Obstajajo tri široke kategorije definicij gozda v uporabi: administrativna, glede na namen uporabe zemljišč ali glede na pokritost z vegetacijo.
- Administrativne definicije so pravno določene in ne nujno povezane z dejansko vegetacijo na območju. Zemljišče je lahko pravno opredeljeno kot gozd, tudi če tam ni dreves.[5]
- Definicije namenske rabe zemljišč upoštevajo, za kaj se zemljišče uporablja. Če je območje namenjeno pridobivanju lesa, se šteje za gozd, tudi če so drevesa odstranjena zaradi sečnje, bolezni, požara ali gradnje.
- Definicije pokritosti zemljišč temeljijo na fizičnih značilnostih, kot so gostota dreves, površina krošenj ali površina, ki jo zasedajo debla dreves. Območje se šteje za gozd, če doseže določen prag teh značilnosti.[5] Ta definicija zahteva prisotnost dovolj dreves za dosego določenega praga ali pa mladih dreves, ki bodo ta prag dosegla, ko bodo dozorela.[5]

Glede na definicije pokritosti zemljišč obstajajo velike razlike pri določanju, kje se konča gozd in kje se začnejo gozdnata območja (manj gosto posajena drevesa) ter savane (prostrane travnate površine z redkimi drevesi). Nekatere definicije določajo, da mora gozd imeti zelo visoko raven pokritosti krošenj dreves, od 60% do 100%, da bi ga lahko šteli za gozd. To pomeni, da gozdnata območja in savane, ki imajo manjšo gostoto drevesne krošnje, niso vključena v to definicijo gozda. Nekatere druge definicije so bolj vključujoče in obravnavajo savane kot vrsto gozda. Po teh definicijah so vsa območja, kjer pokritost drevesne krošnje presega 10%, lahko definirana kot gozd.
Nekatera zemljišča, porasla z drevjem, so zakonsko opredeljena kot kmetijska zemljišča. Primer tega so nasadi navadne smreke v Avstriji. Po avstrijski zakonodaji o gozdovih se te površine štejejo za kmetijska zemljišča, če se drevesa gojijo kot božična drevesca in so pod določeno višino.

## Etimologija
Za gozd že v praslovanščini ni bilo enotnega poimenovanja. Izvor besede je nejasen in obstajata dve obliki "gvȍzdь, gvozdъ", kar je verjetno pomenilo ‛vejica, zatič, klin‛. Iz tega pomena se je na eni strani razvil pomen ‛žebelj’ (in dalje ‛železo’), na drugi pa pomen ‛gozd, hosta’ (prek ‛mnogo vejic’). Beseda se je razvila iz indoevropskega korena gu̯os-d-o-. Iz tega korena izhaja še albanska beseda gjeth ‛list’, starovisokonemška questa ‛metla’, nemška Quaste ‛čop’.
Za gozd se na ozemlju slovenskega jezika pojavlja več izrazov. nekateri so splošni za celotno ozemlje, nekateri pa se pojavljajo na manjšem geografskem območju:.
- izrazi, ki gozd poimenujejo kot posebno obliko narave s samostojnim imenom: gozd, les, hosta šuma, loza, log
- izrazi prevzeti iz različnih jezikovnih območij v različnih časovnih obdobjih: boršt, bošk
- izrazi nastali zaradi oblike in razvrstitve rastlinstva: grmlje, grmovje, gošča
- izrazi nastali zaradi oblike zemljišča kjer je gozd razširjen: brdo, reber, hrib, gora
- izrazi nastali zaradi funkcij, ki jo je zaraščen svet pomenil: meja
- izraz, ki kaže lastninske odnose in sicer dolgo skupno posest: gmajna

## Evolucijska zgodovina
Prvi znani gozdovi na Zemlji so se pojavili v srednjem devonu (pred približno 390 milijoni let) z razvojem kladoksilopsidnih rastlin, kot je rod Calamophyton. V poznem devonu se je pojavila rastlina Archaeopteris, je bila podobna tako drevesu kot praproti in je zrasla do višine 20 metrov ali več. Hitro se je razširila po vsem svetu, od ekvatorja do subpolarnih zemljepisnih širin. Je prva znana rastlinska vrsta, ki je ustvarjala senco s svojimi listi. Poleg tega so njene korenine pomagale oblikovati prst. Archaeopteris je bil listavec, kar pomeni, da je jeseni odvrgel svoje liste. Ti listi so padli na gozdna tla, kjer so ustvarili senco, prst in steljo (plast odpadlih listov), kar je prispevalo k oblikovanju prvih gozdov. Organska snov, ki je padla v vode, je spremenila sladkovodno okolje. Upočasnila je tok vode in zagotovila hrano, kar je spodbudilo razvoj sladkovodnih rib.

## Ekologija
Gozdovi predstavljajo 75% bruto primarne produkcije zemeljske biosfere in vsebujejo 80% rastlinske biomase. Gozdne ekosisteme najdemo v vseh regijah, ki omogočajo rast dreves, do nadmorske višine gozdne meje. Izjema so področja kjer je prevelika frekvenca pojavljanja naravnih požarov in drugih motenj, ali kjer je okolje spremenila človekova dejavnost.
Širine 10° severno in južno od ekvatorja so večinoma pokrite s tropskim deževnim gozdom in širine med 53° in 67° severno imajo borealni gozd. Na splošno velja, da so gozdovi v katerih prevladujejo kritosemenke (listnati gozdovi) bolj bogati z vrstami kot tisti, ki jih prevladujejo golosemenke (iglasti gozdovi), čeprav obstajajo izjeme.
Gozdovi včasih vsebujejo veliko drevesnih vrst na majhnem območju (kot pri tropskih deževnih in listopadnih gozdovih zmernega pasu). Včasih pa lahko vsebujejo relativno malo vrst na velikih območjih (npr. tajga in suhi gorski iglasti gozdovi). Gozdovi so pogosto dom številnih živalskih in rastlinskih vrst, biomasa na enoto površine pa je visoka v primerjavi z drugimi vegetacijskimi skupnostmi. Večina te biomase se pojavlja pod zemljo v koreninskih sistemih in kot delno razgrajen rastlinski detritus (drobir; drobci razpadlih tkiv, navadno mikroskopsko majhni). Lesna sestavina gozda vsebuje lignin, ki se sorazmerno počasi razgrajuje v primerjavi z drugimi organskimi snovmi, kot je celuloza ali ogljikovi hidrati.

### Zgradba
Gozd je sestavljen iz številnih komponent, ki jih lahko na splošno razdelimo v dve kategoriji: biotske (žive) in abiotske (nežive). Živi deli so drevesa, grmičevje, plezalke, trave in druge zelnate (nelesnate) rastline, mahovi, alge, glive, žuželke, sesalci, ptice, plazilci, dvoživke ter mikroorganizmi, ki živijo na rastlinah in živalih ter v tleh, povezani z mikoriznimi mrežami.
Strukturni elementi gozda so temeljna sestavina stanja sestoja in pomembna osnova za opredeljevanje ciljev gozdarskega načrtovanja in določanja posegov v gozd.

### Plasti gozda
Gozd je sestavljen iz več plasti. Glavne plasti vseh vrst gozdov so gozdna tla, nad njimi je podrast in nato krošnja. V tropskih deževnih gozdovih obstaja še nastajajoči sloj. Vsaka plast ima drugačen nabor rastlin in živali, odvisno od razpoložljivosti sončne svetlobe, vlage in hrane.
- Gozdna tla vsebujejo razpadajoče liste, iztrebke živali in mrtva drevesa. Gnitje na gozdni tleh tvori novo prst, ki daje rastlinam hranila. Gozdna tla podpirajo različne rastline, praproti, trave in drevesne sadike ter živali, kot so mravlje, dvoživke, pajki in stonoge.
- Podrast sestavljajo grmovnice in mlada drevesa, ki so prilagojena bivanju v senci krošnje
- Krošnja tvori množica prepletenih vej, vejic in listov odraslih dreves. Krošnje najvišjih dreves prejmejo največ sončne svetlobe. To je najbolj produktiven del dreves, kjer se proizvaja največji del hrane. Krošnja tvori senčen, varovalen "dežnik" preko preostalega gozda.
- Nastajajoča plast obstaja v tropskem deževnem gozdu in je sestavljena iz nekaj razpršenih dreves, ki se dvigajo nad krošnjami.[15]

### Tipi gozdov
Gozdove je mogoče razvrstiti na različne načine in v različne stopnje specializiranosti. En način je v smislu bioma v katerem obstajajo v kombinaciji z življenjsko dobo listov prevladujočih vrst (ne glede na to ali so zimzelene ali listopadne). Drug način razlikovanje je v tem ali so gozdovi sestavljeni pretežno iz listavcev, iglavcev ali mešano.
- Borealni gozdovi zavzemajo subarktično območje in so na splošno zimzeleni in iglasti.
- Zmerna območja podpirajo širokolistne listopadne gozdove in zimzelene iglaste gozdove (npr. gozdovi iglavcev zmernega pasu in deževni gozdovi zmernega pasu). Topla zmerna območja podpirajo širokolistne gozdove, vključno z lovorovimi gozdovi.
- Tropski in subtropski gozdovi vključujejo tropske in subtropske vlažne gozdove, tropske in subtropske suhe gozdove ter tropske in subtropske iglaste gozdove.
- Fiziognomija razvršča gozdove na podlagi njihove fizikalne strukture ali razvojne stopnje (npr. pragozd v primerjavi z sekundarno rastjo).
- Gozdove je prav tako mogoče razvrstiti bolj natančno na podlagi podnebja in prevladujočih drevesnih vrst, kar ima za posledico številne različne tipe gozdov.

Število dreves na svetu znaša po oceni iz leta 2015 3 bilijone, od tega 1,4 bilijona v tropih ali subtropih, 0,6 bilijona v zmernem pasu in 0,7 bilijona v iglastih borealnih gozdovih. Ocena iz leta 2015 je približno osemkrat višja od prejšnjih ocen in temelji na gostoti dreves, izmerjenih na več kot 400.000 parcelah. Ta ocena vsebuje veliko mero napake. Eden od razlogov za to je, da so vzorci, ki so jih uporabili za merjenje, večinoma iz Evrope in Severne Amerike, kar pomeni, da morda niso v celoti reprezentativni za celoten svet..
Gozdove lahko razvrstimo tudi glede na stopnjo človekovih sprememb. Star gozd vsebuje predvsem naravne vzorce biodiverzitete, kar pomeni, da je ekosistem ostal večinoma nespremenjen skozi čas in vsebuje predvsem vrste, ki so avtohtone v regiji in habitatu. Nasprotno pa sekundarni gozd raste ponovno po sečnji lesa in lahko vsebuje vrste, ki izvirajo iz drugih regij ali habitatov.
| Rastiščni stratumi                                      | % celotne gozdne površine | rk*        |
| ------------------------------------------------------- | ------------------------- | ---------- |
| Gabrovja s hrasti in dobrave                            | 8,8                       | 10,9       |
| Logi, javorja in jesenovja                              | 1,1                       | 8,7        |
| Acidofilna in termofilna hrastovja                      | 2,8                       | 3,0        |
| Kolinska in submontanska bukovja                        | 18,8                      | 9,6        |
| Montanska, altimontanska bukovja (alpska / izvenalpska) | 14,5                      | 8,8 / 7,4  |
| Termofilna bukovja                                      | 6,0                       | 5,6        |
| Acidofilna bukovja                                      | 17,9                      | 8,2        |
| Jelova bukovja                                          | 14,1                      | 11,0       |
| Jelovja in smrekovja (na bogatih tleh / na revnih tleh) | 6,3                       | 15,5 / 6,1 |
| Borovja                                                 | 3,3                       | 3,0        |
| Gabrovčevja in črna jesenovja                           | 5,6                       | 1,0        |
| Subalpinsko bukovje, ruševje in šotna barja             | 0,8                       | 1,3        |
| Skupaj (%)                                              | 100,0                     | 8,5        |

*Rk: rastiščni koeficient je eden od kazalnikov produkcijske sposobnosti gozdnih rastišč.

## Funkcije gozda
S pojmom funkcija gozda, se označuje pomen gozda. Funkcija se nanaša na gozdne dobrine in gozdne proizvode. Funkcije obravnavajo gozd antropocentrično. Tako, kot njihov pomen vrednoti človek.
Sicer pa velja, da so funkcije gozda, oziroma gozdne dobrine in proizvodi, le stranski učinek (gozdni donosi) naravnega delovanja gozda. Za človeka predstavljajo materialno vrednost in pomembno duhovno vrednoto.
Funkcije gozda se vrednotijo glede na: proizvodno sposobnost, okoljetvorno delovanje (tvori biotop in ekosistem) in pomen za človekovo okolje.
Pomembnejše funkcije gozda so: okoljska (ekološka), družbena (socialna) in proizvodna (produkcijska) funkcija gozda.

### Ekološka funkcija gozda
Okoljska funkcija izhaja iz lastnosti gozda, da samodejno gradi svoje življenjsko okolje: življenjsko okolje in ekosistem. Lasten obstoj in nemoteno funkcioniranje gozda, je osnovni pogoj za optimalno funkcioniranje vseh funkcij gozda. Zato je ekološka funkcija najpomembnejša.
Ekološka funkcija gozda vsebinsko sodi med gozdne dobrine. Okoljska funkcija, oziroma dobrina nima neposrednega materialnega pomena in sodi med nematerialne dobrine gozda. Ima pomembno okolje-tvorno funkcijo. Tvori in ohranja gozdni ekosistem. Njen pomen je splošno znan, čeprav materialno še ni ovrednotena.
Glavni pomen ekološke funkcije je varovalna funkcija gozda. Okoljskih varovalnih funkcij gozda je več. Gozd namreč:
- varuje gozdna tla pred erozijo in gozdne sestoje pred vetrom. Koreninski splet deluje varovalno na pobočjih in brežinah, ob naseljih, prometnicah in vodotokih.
- vrši klimatsko funkcijo. Ustvarja ugodno mikroklimo, ki blaži vremenske ekstreme in varuje okoliške kmetijske površine pred vetrom, izsuševanjem, pozebo...
- hidrološka funkcija gozda se kaže v zadrževanju padavinske vode (retenzija), ohranja tudi podzemne tokove in vire pitne vode.
- biotopska funkcija gozda omogoča pogoje za razvoj in preživetje gozdnim organizmom.

### Socialna funkcija
Socialna funkcija gozda je v tem, da gozd ustvarja ugodno življenjsko okolje človeku in družbi. Nudi možnost različnih dejavnosti v naravnem okolju: rekreacijo, šport, učne (obšolske) in raziskovalne dejavnosti, pa učne poti, muzeji na prostem...
Človeku omogoča vzpostaviti odnos do lepega (estetika). Gozd blagodejno vpliva na človekovo psihično stanje ter ustvarja videz lepe krajine.

### Proizvodna funkcija
Proizvodna funkcija gozda izhaja iz lastnosti gozda, da proizvaja biomaso. 
V gozdni biomasi človek pridobiva gozdni donos (pridelek gozda). Gozdni donos so gozdni proizvodi.
Glavni in najpomembnejši gozdni proizvod je les. Postranski, so proizvodi lovstva (divjačina, trofeje), čebelarstva, nabiralništva. Te dejavnosti opredeljujejo proizvodne funkcije, kot so na primer:
- Lesno proizvodna funkcija je pomembna pri pridobivanju lesa.
- Lovno gospodarska funkcija omogoča pridobivanje v lovstvu
- Pridobivanje stranskih gozdnih dobrin omogoča nabiralništvo, čebelarjenje, nabiranje kostanja, gob, drevesne smole.

#### Gospodarski gozd
Gospodarski gozd je gozd, s katerim gospodari upravljavec, oziroma razpolaga lastnik (lastnina). Gospodarjenje, po zakonu o gozdovih, načrtuje in usmerja javna gozdarska služba. Osnovni namen gospodarjenja je zadovoljevanje materialnih potreb, oziroma pridobivanje gozdnih proizvodov, predvsem lesa.
Pridobivanja lesa je problematičen poseg v notranjo zgradbo gozda. Spreminja in slabi gozdno zgradbo. Zato je gospodarski gozd manj stabilen in manj produktiven od ohranjenega naravnega gozda. Izboljšanje stanja, stabilnosti in produktivnosti gozda, omogoča le njegovo dosledno varovanje. To pomeni smiselno omejitev pridobivanja v gospodarskem gozdu. Ta problem skuša obvladovati gozdarska stroka z gozdarskim načrtovanjem in z gojenjem gozdov.
Gospodarski gozd je podoben naravnemu, samo, kadar se z njim ravna sonaravno. V tem primeru ostaja gozd ohranjen, je sonaraven. Pretežno ga, še vedno, oblikuje interakcija okoljskih dejavnikov.
Žal je vpliv gospodarjenja z gozdom, v velikem delu Slovenije, večji od vpliva okoljske interakcije. Taki gozdovi niso več sonaravni. So antropogeno spremenjeni. So bolj občutljivi, manj produktivni in slabše izrabljajo rastiščne danosti (potencial). Gozdni donosi so nižji kot jih omogoča rastišče.
Glede na stopnjo spremenjenosti, je gospodarski gozd ohranjen, spremenjen (predrugačena zgradba gozda), izmenjan (gozdni nasad) ali razgrajen (degradiran gozd).

## Razširjenost gozdov
Na svetu pokrivajo gozdovi okoli 41 milijonov km2 ali 30,5 % površine kopnega, od tega okoli polovico v tropskih predelih. V Evropi je 1,6 milijona km2 gozda (32 %), v Sloveniji približno 10.900 km2 (60 %). Po visoki poraslosti z gozdom (gozdnatosti) je Slovenija za Švedsko in Finsko tretja z gozdom najbolj porasla država v Evropi.